# 九頭竜温泉
九頭竜温泉（くずりゅうおんせん）は、福井県大野市下山にある温泉。

## 泉質
- アルカリ性単純温泉
  - 泉温 26.1℃
  - 源泉温度が低いため、加温・循環濾過方式である。

## 温泉地
荒島岳の麓、国道158号が通る九頭竜川沿いに日帰り入浴施設と宿泊施設を兼ねた「ホテルフレアール和泉」が1軒存在するが、指定管理者が撤退したため2022年4月1日より休業中。大野市は新たな指定管理者の公募の準備をし、2022年秋ごろの再開を目指すとしている。
浴場は、ホテル併設の「和泉の湯」と日帰り入浴施設「平成の湯」から成る。宿泊施設はコテージも備えている。
料理は地元の海の幸と飛騨牛を使った食材を提供している。

## 歴史
- 1991年（平成3年）- 開湯[2]。
- 1994年（平成6年）- 「ホテルフレアール和泉」開業。
- 2022年（令和4年）3月31日 - 指定管理者撤退により、この日をもって長期休業に入る。

## アクセス
鉄道
- JR越美北線・越前下山駅から徒歩約10分。

自動車
- 中部縦貫自動車道 油坂出口（郡上方面ハーフIC）より、国道158号経由、約26 km。
- 中部縦貫自動車道 下山IC（福井方面ハーフIC）より、国道158号経由、約2 km。